# Encastelure
L'encastelure est une maladie du pied du cheval, caractérisée par un rétrécissement et un assèchement de la partie postérieure du sabot (talon), généralement celui des membres antérieurs,. La fourchette du sabot perd alors son contact avec le sol. La boiterie fait partie des signes cliniques. Le cheval réagit aussi à la douleur provoquée par une pression au niveau du talon encastelé.
La connaissance de cette maladie et la capacité à la traiter, sont une part de l'expertise des maréchaux-ferrants.
Les soins consistent en un parage du talon à plat, une désinfection et un soulagement de l'appui.

## Cas célèbres
Gladiateur souffrait d'encastelure, et était constamment boiteux lorsqu'il était poulain,.